# John Cairncross
John Cairncross (Lesmahagow, Schotland, 25 juli 1913 – Herefordshire, 8 oktober 1995 ) werkte tijdens de Tweede Wereldoorlog voor de Britse geheime dienst MI6. Hij speelde geheimen door aan de Sovjet-Unie. Uit het Mitrochin-archief blijkt dat hij het vijfde lid was van de Cambridge Five.

## Achtergrond
De vader van John Cairncross was de manager van een ijzerhandel en zijn moeder een onderwijzeres. Hij kwam uit een gezin met acht kinderen, van wie velen onderscheiden carrières hadden. Zijn drie  broers werden professoren. Een daarvan was de econoom Sir Alexander Kirkland Cairncross (ook wel Alec Cairncross genoemd). Zijn nicht was de journaliste Frances Cairncross. Cairncross groeide op in Lesmahagow, een klein stadje aan de rand van een heide, in de buurt Lanark in de centrale gordel van Schotland en kreeg zijn opleiding aan de Hamilton Academy, de Universiteit van Glasgow, de Sorbonne en het Trinity College (Cambridge), waar hij Frans en Duits studeerde.

## Overheidsdienst
Na zijn afstuderen legde hij het examen af voor de Britse Civil Service en slaagde daar als beste voor, een teken van zijn intellectuele brille. In een artikel dat 29 september 1936 verscheen in de Glasgow Herald werd geconstateerd dat John Cairncross een "uitstekend dubbel succes van plaatsing als eerste [had] gescoord, zowel in de "Home List" als in de competitie voor het ministerie van Buitenlandse Zaken en de diplomatieke dienst", dat hij als vijfde was geëindigd in de beurscompetitie van 1930 (van de Glasgow University) en ook nog eens een "Scholar and Bell expositioner" was aan het Trinity College (Cambridge).
Cairncross werkte aanvankelijk als privé-secretaris van Lord Hankey, de kanselier van het hertogdom van Lancaster. Later stapte hij over naar het ministerie van Buitenlandse Zaken. Er is gesuggereerd dat hij in 1937 lid werd van de Communistische Partij van Groot-Brittannië. Maar in Cambridge werd hij met geen enkele politieke activiteit in verband gebracht. Hij werd beschouwd als een nogal sobere en gesloten undergraduate.
In 1941 en 1942 werkte hij aan het ontcijferen van Ultra in Bletchley Park en trad vervolgens in dienst van MI6. Het is mogelijk dat hij door MI6 werd geplaatst in Bletchley Park, want het was niet mogelijk op een post te solliciteren.

## Spionage
Terwijl hij in Bletchley Park werkte, speelde Cairncross documenten via geheime kanalen door naar de Sovjet-Unie. Zo leverde hij de Sovjets gedetailleerde informatie van Ultra inzake "Operatie Citadel", en vooral over de Slag om Koersk, 's werelds grootste tankslag, waarin de definitieve nederlaag van de Wehrmacht in het Oosten werd bezegeld. Hij verstrekte minutieuze details om zowel de noordelijke als de zuidelijke aanvalsroutes van de Koersk saillant af te snijden. Door de informatie die hij verstrekte kon het Rode Leger meerdere verdedigingslinies bouwen met gecamoufleerde antitankkanonnen, om daarmee een verschrikkelijk bloedbad aan te richten bij de oprukkende pantservoertuigen. Cairncross heeft altijd volgehouden dat zijn motivatie voor het doorspelen van de Ultra-transcripties over Duitse gevechtsplannen aan het oostfront zuiver was om het einde van de oorlog te bespoedigen.
Volgens de Russische archieven, verstrekte Cairncross tussen 1941 en 1945 5.832 documenten. In 1944 trad Cairncross in dienst van MI6. In Afdeling V (de afdeling contra-spionage) stelde Cairncross onder leiding van Kim Philby een gevechtsorder voor de SS op. Later beweerde Cairncross dat hij zich niet bewust was van de banden die Philby met de Russen had.
Cairncross bekende spionage in 1951, nadat MI5 tussen documenten in het appartement van Guy Burgess - na zijn vlucht naar Moskou - een handgeschreven brief van Cairncross vond. Sommigen geloven dat hij informatie over het Manhattan Project (het westerse atoomwapenprogramma) heeft doorgespeeld om het nucleaire programma van de Sovjets te ondersteunen. Het zou echter verrassend zijn als hij toegang zou hebben gehad tot bruikbaar technisch materiaal of dat hij dat zou hebben begrepen. Hij werd hiervoor nooit vervolgd, hetgeen leidde tot aantijgingen dat de Britse overheid betrokken zou zijn bij een samenzwering om de rol van Cairncross te verdoezelen.
Yuri Modin, de Russische controller van de MGB (later KGB) in Londen, beweerde dat Cairncross hem details heeft verstrekt over de kernwapens die de NAVO in West-Duitsland zou stationeren. Hij gaf geen datum voor deze boodschap. Maar de NAVO werd in april 1949 opgericht en Cairncross werkte tegen 1951 op het "Ministry of Supply". Op dat moment waren er geen plannen voor het plaatsen van taktische wapens in Duitsland onder Amerikaanse controle. Dit lijkt een poging tot verstrekken van desinformatie te zijn geweest.
Tot 1990 bleef de identiteit van de notoire "vijfde man" van de Cambridge Five een raadsel voor personen buiten de geheime diensten, maar toen bevestigde de KGB-overloper Oleg Gordievsky publiekelijk dat Cairncross de vijfde man was. Cairncross werkte echter onafhankelijk van de andere vier en deelde hun "upper-class" achtergrond en smaak niet. Hoewel hij Anthony Blunt van Cambridge kende en Guy Burgess van het ministerie van Buitenlandse Zaken (en van beiden een persoonlijke afkeer had), beweerde hij zich er niet van bewust te zijn geweest dat zij of welke anderen dan ook geheimen doorspeelden aan de Russen.

## Leven na de ontmaskering
Tegen het einde van de oorlog ging Cairncross voor het ministerie van Financiën werken. Hij beweerde tegen die tijd te zijn gestopt met werken voor de MGB (later KGB); KGB rapporten die daarna zijn vrijgegeven, spreken dit tegen.
Na zijn eerste bekentenis verloor Cairncross zijn baan in overheidsdienst en bleef berooid en werkloos achter. Hij verhuisde naar de Verenigde Staten en werd docent aan de Northwestern University bij Chicago. Hij werd expert inzake enkele Franse auteurs en vertaalde diverse zeventiende-eeuwse Franse toneelschrijvers, zoals Jean Racine en Pierre Corneille, en schreef drie boeken: "Molière bourgeouis et libertin", "New Light on Molière" en "After Polygamy was made a sin".
Arthur Martin, onderzoeksagent van MI5, zorgde voor een einde aan deze carrière. Nadat Philby naar Moskou was gevlucht, heropende Martin het onderzoek naar het vierde en vijfde lid van de Cambridge Five. Tot verrassing van Martin legde Cairncross een volledige bekentenis af. Daarnaast kreeg Martin ook het materiaal in handen dat leidde tot de bekentenis van Blunt.
Cairncross verhuisde naar Rome, waar hij voor de Voedsel- en Landbouworganisatie (FAO) van de Verenigde Naties ging werken als vertaler. Daarnaast werkte hij als onderzoeker voor de Banca Nazionale del Lavoro, Banca d'Italia en IMI. Een jonge econoom aan de BNL die diverse internationale scenario's (in relatie tot de Irak-Iranoorlog en strategische routes inzake olietransport in het Midden-Oosten en Verre Oosten) analyseerde, merkte een sterke en ongewone belangstelling op van Cairncross in de rol van de bank in die gebieden. Terwijl Cairncross in Rome woonde, raakte zijn geheim bekend bij het grote publiek. In december 1979 trok Barrie Penrose, een journalist, de conclusie dat Cairncross de vijfde man was en confronteerde hem daarmee. De derde bekentenis van Cairncross werd voorpaginanieuws. Zijn rol werd tien jaar later bevestigd door de KGB-overloper Oleg Gordievsky.
Cairncross vestigde zich in het zuiden van Frankrijk totdat hij in 1995 terugkeerde naar het Verenigd Koninkrijk en met de Amerikaanse operazangeres Gayle Brinkerhoff trouwde. Later dat jaar kreeg hij een hersenbloeding en overleed op 82-jarige leeftijd.

## Cairncross in fictie
- Cairncross verschijnt als personage in de Frans-Belgische strip "India Dreams" van Maryse Charles en Jean-François Charles.
- Hij komt ook voor in deel drie van de televisieserie "Cambridge spies" van de BBC (2003), waar hij aarzelt geheimen van Bletchley Park door te blijven spelen aan de Russen omdat hij vreesde dat het Rode Leger ernstig geïnfiltreerd was door de Duitse geheime dienst en door de militaire inlichtingendienst van het oostelijke front onder leiding van generaal Gehlen. In de aflevering zet Anthony Blunt hem met bedreigingen onder druk zijn werk voort te zetten.
- Frederick Forsyth onthult in "The Deceiver" dat Cairncross het vijfde lid van de Cambridge Five was.
- In de film The Imitation Game, die gaat over het kraken van de door de Duitsers gebruikte Enigma-code, wordt Cairncross gespeeld door Allen Leech.

- Bibliothèque nationale de France: cb124175232 (data)
- CiNii: DA0566038X
- Gemeinsame Normdatei: 119356546
- International Standard Name Identifier: 0000 0001 1639 4938
- Library of Congress Control Number: n50032857
- Nationale Bibliotheek van Letland: 000262819
- Nationale Bibliotheek van Israël: 987007259325005171
- Nederlandse Thesaurus van Auteursnamen: 06785432X
- Système universitaire de documentation: 033294852
- Virtual International Authority File: 276443616
- WorldCat: E39PBJfWVk8jhTHXGBy8cfRtKd